# Aartsbisdom Spoleto-Norcia
Het aartsbisdom Spoleto-Norcia (Latijn: Archidioecesis Spoletana-Nursina; Italiaans: Arcidiocesi di Spoleto-Norcia) is een in Italië gelegen rooms-katholiek aartsbisdom met zetel in de stad Spoleto in de provincie Perugia. Het aartsbisdom staat als immediatum onder rechtstreeks gezag van de Heilige Stoel.

## Geschiedenis
Het bisdom Spoleto bestaat al sinds de 1e eeuw. Op 5 januari 1821 werd het verheven tot aartsbisdom, echter zonder de status van metropool. In verband met sterke bevolkingsafname werd het bisdom op 30 september 1986 samengevoegd met het bisdom Norcia. In de jaren erna werden veel parochies samengevoegd en daalde ook het aantal priesters.

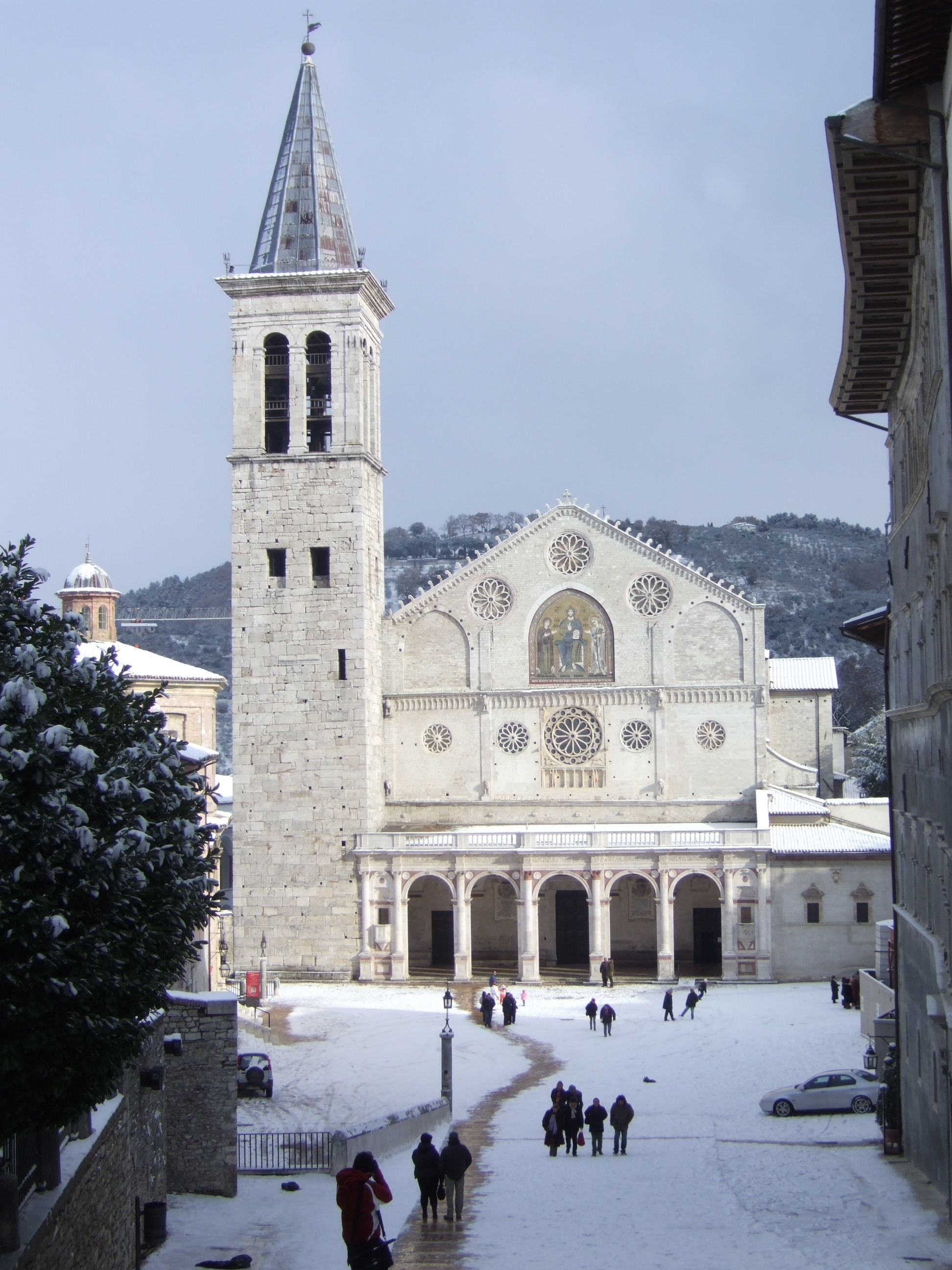
Kathedraal van Spoleto
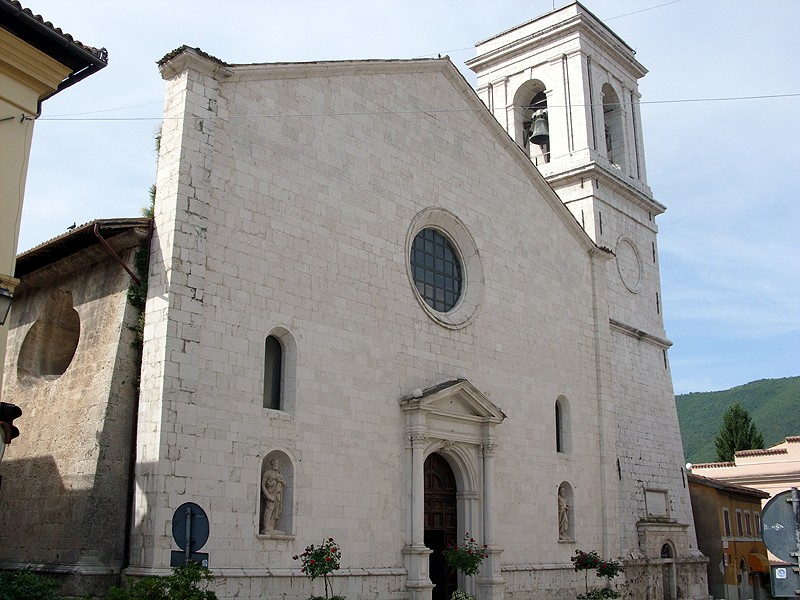
Cokathedraal van Norcia